# Вальтер Бенітес
Вальтер Даніель Бенітес (ісп. Walter Daniel Benítez, нар. 19 січня 1993, Сан-Мартін, Аргентина) — аргентинський футболіст, воротар англійського клубу  «Крістал Пелес» та збірної Аргентини.

## Ігрова ка'єра

### Клубна
Вальтер Даніель є вихованцем клубу «Кільмес», в основі якого дебютував у квітні 2014 року у матчі проти «Велес Сарсфілд». У чемпіонаті Аргентини провів чотири повних сезони. Влітку 2016 року воротар перебрався до Європи, де на правах вільного агента приєднався до французької «Ніцци». Починаючи з наступного сезону Бенітес забронював за собою місце основного воротаря.
Перед сезоном 2022/23 як вільний агент перейшов до складу нідерландського ПСВ, з яким підписав чотирирічний контракт. Вже в першому сезоні виграв з клубом Суперкубок Нідерландів. У наступному сезоні став переможцем національного Кубка.

### Збірна
У травні 2023 року Бенітес вперше отримав виклик до національної збірної Аргентини на товариські матчі. Але на поле того разу воротар не виходив.
27 березня 2024 року у товариському матчі проти команди Коста-Рики Вальтер Бенітес дебютував у складі національної збірної Аргентини.

## Титули
ПСВ
 Переможець Суперкубка Нідерландів: 2022, 2023
 Переможець Кубка Нідерландів: 2022/23
 Чемпіон Нідерландів: 2023/24, 2024/25
Крістал Пелес
 Переможець Суперкубка Англії: 2025